# Gailingen am Hochrhein
Gailingen am Hochrhein är en kommun och ort i Landkreis Konstanz i regionen Schwarzwald-Baar-Heuberg i Regierungsbezirk Freiburg i förbundslandet Baden-Württemberg i Tyskland.
Kommunen ingår i kommunalförbundet Gottmadingen tillsammans med kommunerna Büsingen am Hochrhein och Gottmadingen.